# Brooke Shaden
Brooke Shaden (* březen 1987) je americká umělecká fotografka známá především svými autoportréty, které digitálně upravuje v grafickém editoru.

## Život a dílo
Vyrůstala v pensylvánském Lancasteru poblíž země Amišů, absolvovala Temple University s bakalářským titulem v oboru film a angličtina. Svou kariéru fotografky začala v kalifornském Los Angeles vytvářením autoportrétů. Je zastoupena galerií JoAnne Artman Gallery v kalifornském Laguna Beach. Shaden byla jmenována mezi 17 nejlepších digitálních fotografů nadací The Annenberg Space for Photography na jejich výstavu Digital Darkroom. Je častým lektorem Creative Live a spoluorganizátor cyklu The Framed Network The Concept s módní fotografkou Lindsay Adler. Je autorkou knihy Inspiration in Photography: Training your mind to make great art a habit vydané v roce 2013 v nakladatelství Focal Press. Společnost Adobe jmenovala Shaden hlavním speakerem pro Photoshop World Las Vegas 2013.